# Jon Flanagan
Jonathon Patrick Flanagan, detto Jon (Liverpool, 1º gennaio 1989), è un ex calciatore inglese di ruolo difensore.

## Carriera

### Club

#### Liverpool
Cresciuto nel Liverpool, dove gioca dal luglio 2010, esordisce in Premier League l'11 aprile 2011, giocando da titolare contro il Manchester City ad Anfield (partita vinta 3-0 dai Reds). Successivamente gioca tutte le partite fino alla fine della stagione, concludendola con 7 presenze, tutte da titolare.
Nella stagione successiva gioca sia per la prima squadra sia per la rosa U21. Il 6 gennaio 2012 regala i suoi primi 2 assist nella partita vinta 5-1 contro l'Oldham Athletic valida per il 3º turno di FA Cup.
L'8 novembre 2012 trova la prima presenza in una competizione europea, l'Europa League, nella partita persa 1-0 sul campo dell'Anzhi.
Segna la sua prima rete in Premier League con la maglia del Liverpool il 15 dicembre 2013 nella partita vinta 5-0 dai Reds in trasferta a White Hart Lane contro il Tottenham. Nel corso della stagione trova una certa continuità di presenze, grazie anche alle sue buone prestazioni, che lo fanno diventare membro fisso della prima squadra.
Il 10 agosto 2014 subisce un grave infortunio al ginocchio, che lo tiene lontano dai campi da gioco per più di un anno. Dopo aver saltato l'intera stagione 2014-2015, ritorna in campo il 20 gennaio 2016 in un incontro di FA Cup contro l'Exeter City, vinto per 3-0. Trova poi altre 2 presenze nelle coppe nazionali e 5 in campionato.

### Nazionale
Nel 2013 ha partecipato ai Mondiali Under-20.
Esordisce con la nazionale inglese il 4 giugno 2014 nell'amichevole Inghilterra-Ecuador (2-2).

## Statistiche

### Presenze e reti nei club
Statistiche aggiornate al 29 dicembre 2018.
| Stagione         | Squadra          | Campionato       | Campionato | Campionato | Coppe nazionali | Coppe nazionali | Coppe nazionali | Coppe continentali | Coppe continentali | Coppe continentali | Altre coppe | Altre coppe | Altre coppe | Totale | Totale |
| Stagione         | Squadra          | Comp             | Pres       | Reti       | Comp            | Pres            | Reti            | Comp               | Pres               | Reti               | Comp        | Pres        | Reti        | Pres   | Reti   |
| ---------------- | ---------------- | ---------------- | ---------- | ---------- | --------------- | --------------- | --------------- | ------------------ | ------------------ | ------------------ | ----------- | ----------- | ----------- | ------ | ------ |
| 2010-2011        | Liverpool        | PL               | 7          | 0          | FACup+CdL       | 0+0             | 0+0             | UEL                | 0                  | 0                  | -           | -           | -           | 7      | 0      |
| 2011-2012        | Liverpool        | PL               | 5          | 0          | FACup+CdL       | 1+2             | 0+0             | -                  | -                  | -                  | -           | -           | -           | 8      | 0      |
| 2012-2013        | Liverpool        | PL               | 0          | 0          | FACup+CdL       | 1+0             | 0+0             | UEL                | 1                  | 0                  | -           | -           | -           | 2      | 0      |
| 2013-2014        | Liverpool        | PL               | 23         | 1          | FACup+CdL       | 2+0             | 0+0             | -                  | -                  | -                  | -           | -           | -           | 25     | 1      |
| 2014-2015        | Liverpool        | PL               | 0          | 0          | FACup+CdL       | 0+0             | 0+0             | UCL                | 0                  | 0                  | -           | -           | -           | 0      | 0      |
| 2015-2016        | Liverpool        | PL               | 5          | 0          | FACup+CdL       | 2+1             | 0+0             | UEL                | 0                  | 0                  | -           | -           | -           | 8      | 0      |
| 2016-2017        | Burnley          | PL               | 6          | 0          | FACup+CdL       | 3+1             | 0+0             | -                  | -                  | -                  | -           | -           | -           | 10     | 0      |
| 2017-gen. 2018   | Liverpool        | PL               | 0          | 0          | FACup+CdL       | 0+1             | 0+0             | UCL                | 0                  | 0                  | -           | -           | -           | 1      | 0      |
| Totale Liverpool | Totale Liverpool | Totale Liverpool | 40         | 1          |                 | 10              | 0               |                    | 1                  | 0                  |             | -           | -           | 51     | 1      |
| gen.-giu. 2018   | Bolton           | FLC              | 9          | 0          | FACup+CdL       | - + -           | - + -           | -                  | -                  | -                  | -           | -           | -           | 9      | 0      |
| 2018-2019        | Rangers          | SP               | 16         | 0          | CS+CdL          | 1+2             | 0+0             | UEL                | 11                 | 0                  | -           | -           | -           | 30     | 0      |
| 2019-2020        | Rangers          | SP               | 5          | 0          | CS+CdL          | 0               | 0               | UEL                | 4                  | 0                  | -           | -           | -           | 9      | 0      |
| Totale Rangers   | Totale Rangers   | Totale Rangers   | 21         | 0          |                 | 3               | 0               |                    | 15                 | 0                  |             | -           | -           | 39     | 0      |
| 2020-2021        | Charleroi        | D1               | 0          | 0          | CB              | 0               | 0               | UEL                | 0                  | 0                  | -           | -           | -           | 0      | 0      |
| 2021-2022        | Køge BK          | 1.D              | 4          | 0          | CD              | 0               | 0               | -                  | -                  | -                  | -           | -           | -           | 4      | 0      |
| Totale carriera  | Totale carriera  | Totale carriera  | 80         | 1          |                 | 17              | 0               |                    | 16                 | 0                  |             | -           | -           | 113    | 1      |

### Cronologia presenze e reti in nazionale
| Cronologia completa delle presenze e delle reti in nazionale ― Inghilterra | Cronologia completa delle presenze e delle reti in nazionale ― Inghilterra | Cronologia completa delle presenze e delle reti in nazionale ― Inghilterra | Cronologia completa delle presenze e delle reti in nazionale ― Inghilterra | Cronologia completa delle presenze e delle reti in nazionale ― Inghilterra | Cronologia completa delle presenze e delle reti in nazionale ― Inghilterra | Cronologia completa delle presenze e delle reti in nazionale ― Inghilterra | Cronologia completa delle presenze e delle reti in nazionale ― Inghilterra |
| Data                                                                       | Città                                                                      | In casa                                                                    | Risultato                                                                  | Ospiti                                                                     | Competizione                                                               | Reti                                                                       | Note                                                                       |
| -------------------------------------------------------------------------- | -------------------------------------------------------------------------- | -------------------------------------------------------------------------- | -------------------------------------------------------------------------- | -------------------------------------------------------------------------- | -------------------------------------------------------------------------- | -------------------------------------------------------------------------- | -------------------------------------------------------------------------- |
| 4-6-2014                                                                   | Miami Gardens                                                              | Ecuador                                                                    | 2 – 2                                                                      | Inghilterra                                                                | Amichevole                                                                 | -                                                                          | 63’                                                                        |
| Totale                                                                     |                                                                            | Presenze                                                                   | 1                                                                          |                                                                            | Reti                                                                       | 0                                                                          |                                                                            |

## Palmarès

### Club

#### Competizioni nazionali
- Coppa di Lega inglese: 1

Liverpool: 2011-2012